# Rhynchosia picta
Rhynchosia picta là một loài thực vật có hoa trong họ Đậu. Loài này được (E.Mey.) Burtt Davy miêu tả khoa học đầu tiên.